# Kalina hordowina

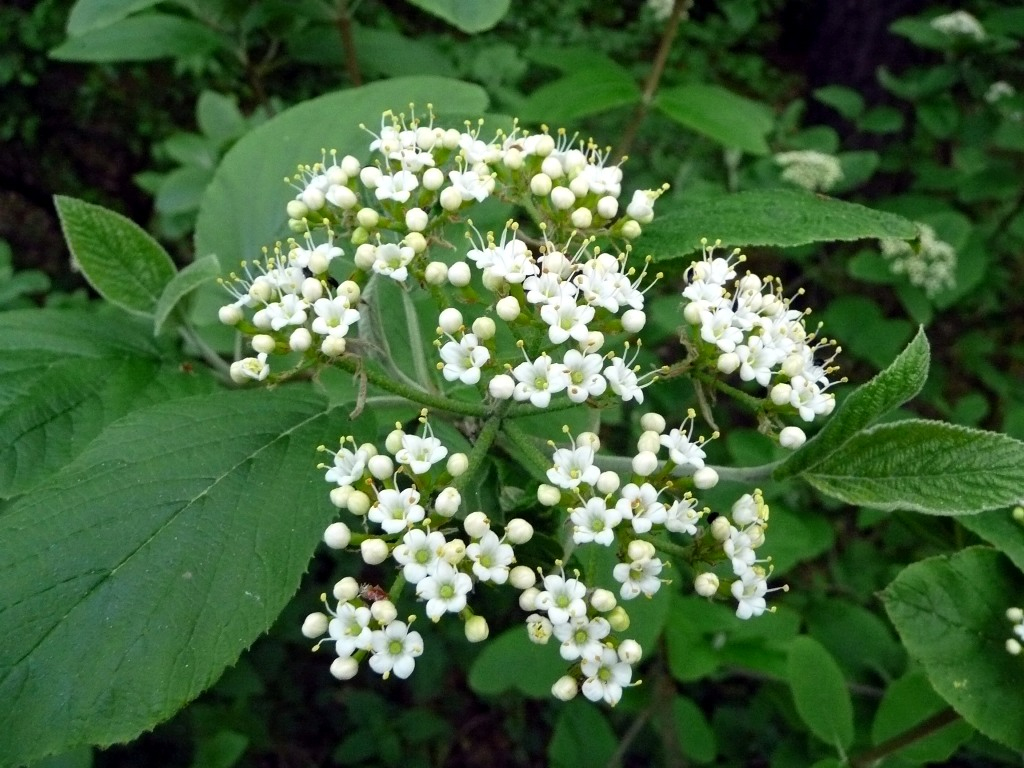
Kwiatostan

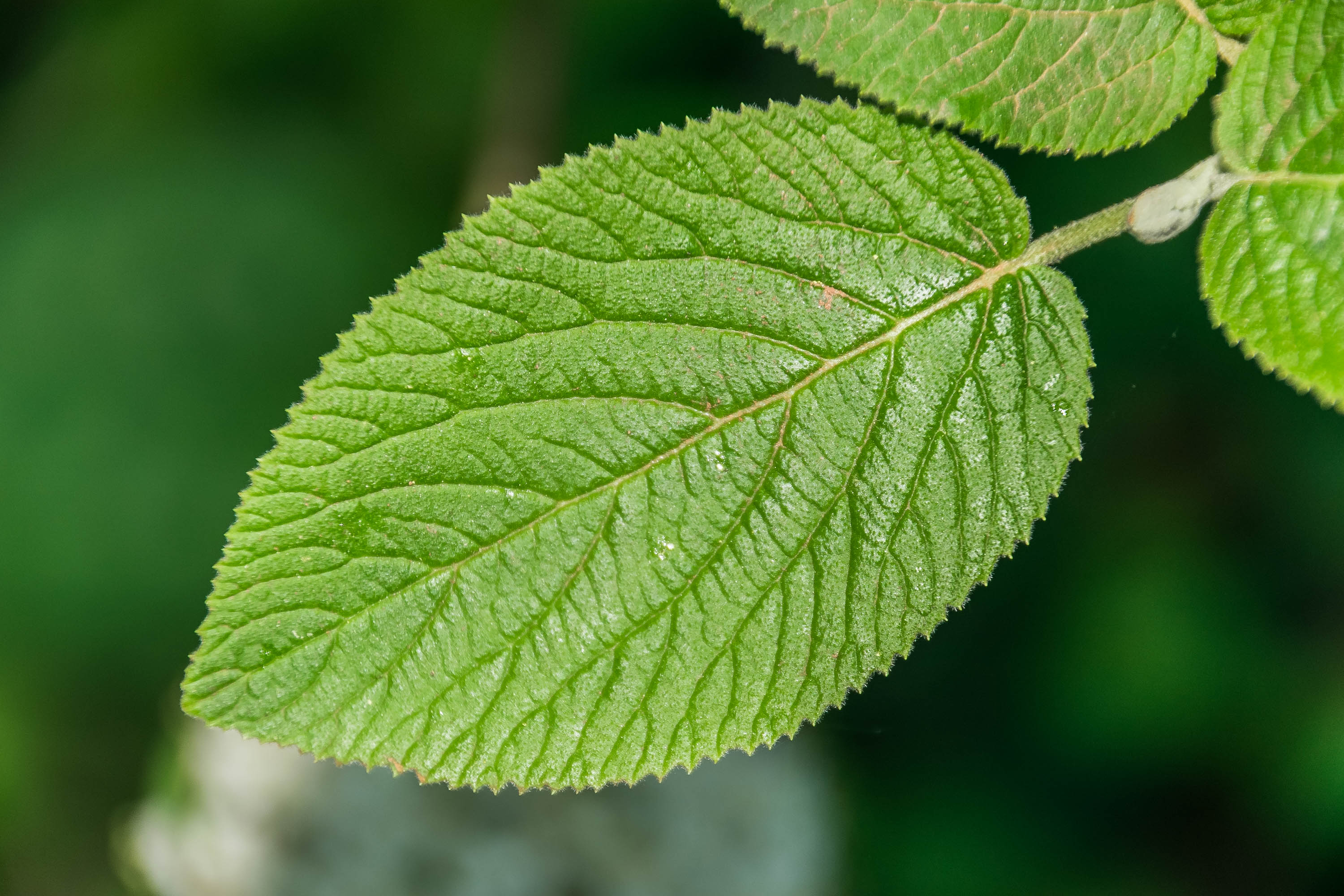
Liść

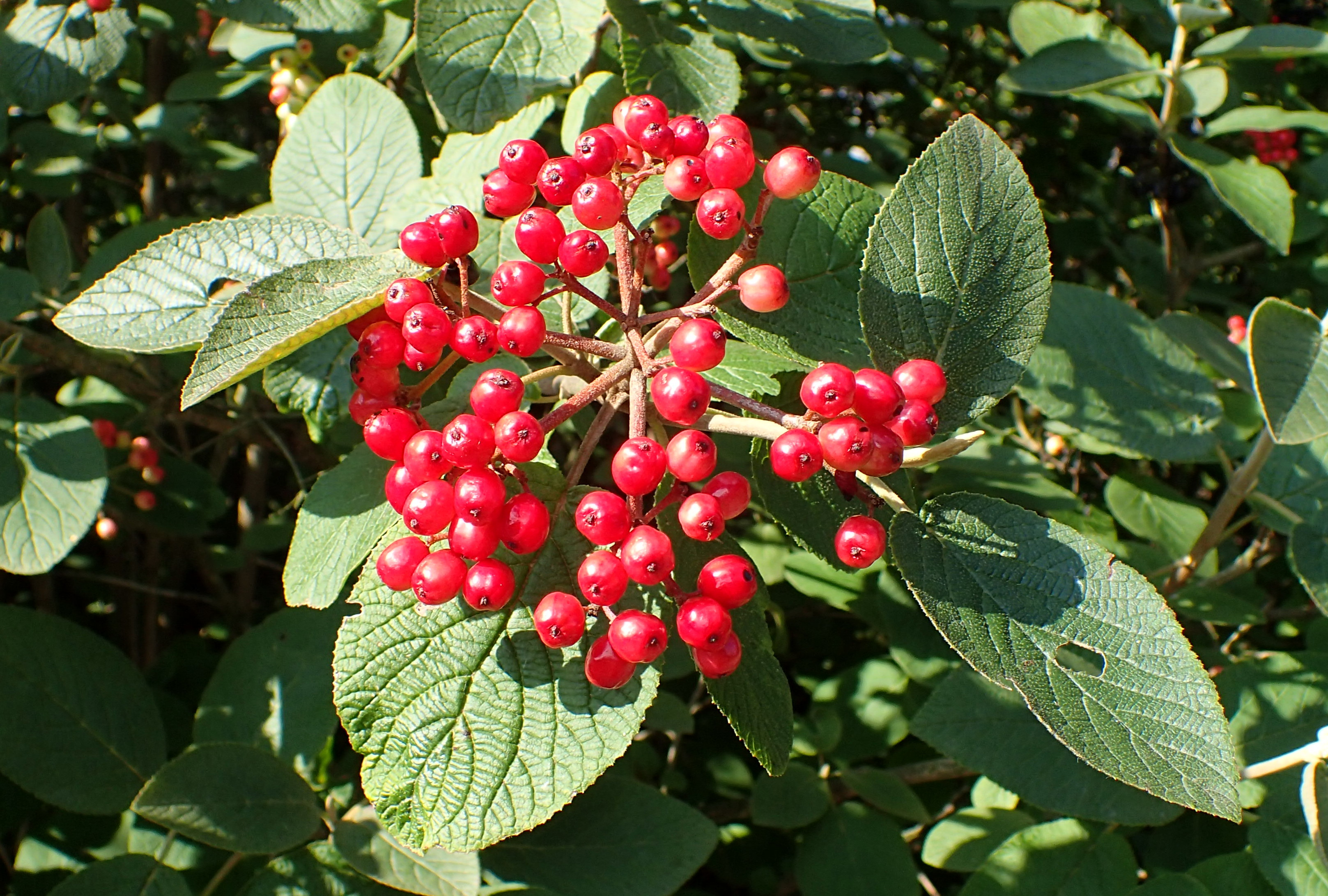
Owoce

Kalina hordowina (Viburnum lantana) – gatunek krzewu należący do rodziny piżmaczkowatych (Adoxaceae), czasem zaliczany do monotypowej rodziny kalinowatych (Viburnaceae). Rodzimy obszar jej występowania to Europa, niektóre rejony Azji i Afryka Północna, ale rozprzestrzenia się też gdzieniegdzie poza tymi rejonami. W Polsce jest rzadka, prawdopodobnie jest antropofitem.

## Morfologia
PokrójWzniesiony krzew o wysokości do 3 (wyjątkowo 5) m, z luźną koroną.
Pędy i pąkiMłode pędy i pączki okryte szarym i gęstym kutnerem o gwiazdkowatych oczkach (można je dostrzec przez lupę). Pączki liściowe nagie (tzn. bez łusek), duże, wąskie i długie. Również nagie pączki kwiatowe znajdują się na końcach gałązek, są kuliste i podparte pączkami liściowymi.
LiścieJajowatoeliptyczne, tępo zaostrzone, u nasady zwykle nieco sercowato wcięte, o długości 5–15 cm i szerokości 3–9 cm, o krótkich (1–2 cm) ogonkach, bez przylistków. Są dosyć grube i mają ząbkowane brzegi. Spodem szarobrunatne, z wierzchu ciemnozielone i całe pokryte takim samym, jak pędy, gwiazdkowatym kutnerem.
KwiatyWszystkie kwiaty obupłciowe i takie same, zebrane w podbaldachy na szczytach pędów. Korona 5-płatkowa, króciutka, dzwonkowatego kształtu, o średnicy 6–8 mm. Słupek o bardzo krótkiej szyjce z 3 prawie siedzącymi znamionami, 5 pręcików o pylnikach pękających do wnętrza kwiatu.
OwocPestkowiec zawierający 1 nasiono. Owoce mają cierpki i gorzki smak i są trujące. Młode owoce są zielone, potem stopniowo ciemnieją przechodząc od żółtego, poprzez różne odcienie czerwonobrązowego koloru. Dojrzałe owoce mają elipsoidalny kształt, długość 7–10 mm i są czarne. Często spotyka się w jednej kiści zarówno czarne, jak i czerwone, jeszcze nie w pełni dojrzałe owoce.

## Biologia i ekologia
- Kwiaty kwitną od maja do lipca i zapylane są przez muchówki.
- Siedlisko: wilgotne lasy, zarośla, skaliste zbocza. W stanie dzikim rośnie tylko w zachodniej części Tatr. Rosnące na innych terenach Polski okazy to kenofity – zdziczałe formy roślin uprawianych, którym udało się trwale zaaklimatyzować. Roślina wapieniolubna, fanerofit.
- W klasyfikacji zbiorowisk roślinnych gatunek charakterystyczny dla All. Berberidion, Ass. Pruno-Ligustretum[4].
- Roślina trująca: kora i owoce zawierają trującą wiburninę. Spożycie kilkunastu owoców powoduje u człowieka wymioty, zawroty głowy, przy większych ilościach zaburzenia mowy i koordynacji ruchów. Ptaki nie jedzą owoców kaliny[5].
- Liczba chromosomów 2n= 18[6]

## Zastosowanie
- Uprawiana jako roślina ozdobna ze względu na swoje kwiaty, a przede wszystkim owoce. Lubi stanowiska słoneczne, lub półcieniste.
- Roślina lecznicza:
  - Surowiec zielarski: kora, z której wykonuje się odwar lub ekstrakt (Extractum viburnum opuli fluidum). Do celów leczniczych jednak była stosowana dużo rzadziej, niż spokrewniona z nią kalina koralowa
  - Działanie: podobne, jak kalina koralowa. Ma właściwości rozkurczowe, uspokajające, przeciwbólowe i przeciwkrwotoczne. Największe zastosowanie ma u kobiet. Łagodzi dolegliwości menstruacji. Zapobiega również poronieniom, krwawieniom związanym z klimakterium oraz kurczom nóg podczas ciąży. Stosowana musi być pod kontrolą lekarza.
  - Zbiór i suszenie: późną jesienią lub wczesną wiosną ścina się gałązki, łuszczy korę i suszy w temp. do 50 °C.
- W weterynarii stosowana jest do leczenia pryszczycy.